# Sistema geniturinário
O sistema geniturinário ou sistema urogenital, é o sistema composto dos órgãos do sistema reprodutor e do sistema urinário.  Estes são agrupados devido à sua proximidade entre si, à origem embriológica comum e ao uso de vias comuns, como a uretra masculina. Além disso, devido à sua proximidade, às vezes os sistemas são analisados juntos em radiografias. 
O termo "apparatus urogenitalis" foi usado na Nomina Anatomica, mas não é usado na atual Terminologia Anatomica .